# Tufara Valle
Tufara Valle (o semplicemente Tufara) è una frazione italiana di circa 1 100 abitanti a cavallo tra le due province campane di Benevento e Avellino. È diviso fra i comuni campani di Apollosa, Ceppaloni e Montesarchio in provincia di Benevento, Roccabascerana (che ne amministra la maggior parte) e San Martino Valle Caudina in provincia di Avellino.

## Geografia
Tufara Valle si sviluppa lungo la SS7 Appia ed è posta all'estremità orientale della Valle Caudina.

## Storia
Questa frazione trae l'origine del nome dal territorio ricco di tufi. Nei tempi antichi veniva chiamata Tofara; essa era luogo di transito tra le tribù Caudine e le altre tribù del Sannio. In seguito, con la conquista da parte di Roma e la costruzione della via Appia, Tofara divenne un luogo di notevole importanza, soprattutto commerciale, poiché era un punto di passaggio nel percorso da Roma a Brindisi. La Tofara, poi, fu luogo di continui scontri nel corso dei secoli. Bisogna notare che fin dai primi tempi, ed almeno sino all'invenzione delle armi da sparo (1306) ed anche, in seguito, le maggiori battaglie furono combattute proprio in questi territori e cioè nella piana di Montesarchio, Tufara, Apollosa e nello stretto di Barba o Valva, presso il fiume Sabato sotto le mura di Ceppaloni.chiesa di Tufara Valle La Rocca di Apollosa costituì il prezzo del sangue di Corradino; a Tufara si ebbero le maggiori battaglie tra Casa Angioina e Casa d'Aragona, culminate, poi, con la vittoria di Alfonso d'Aragona.

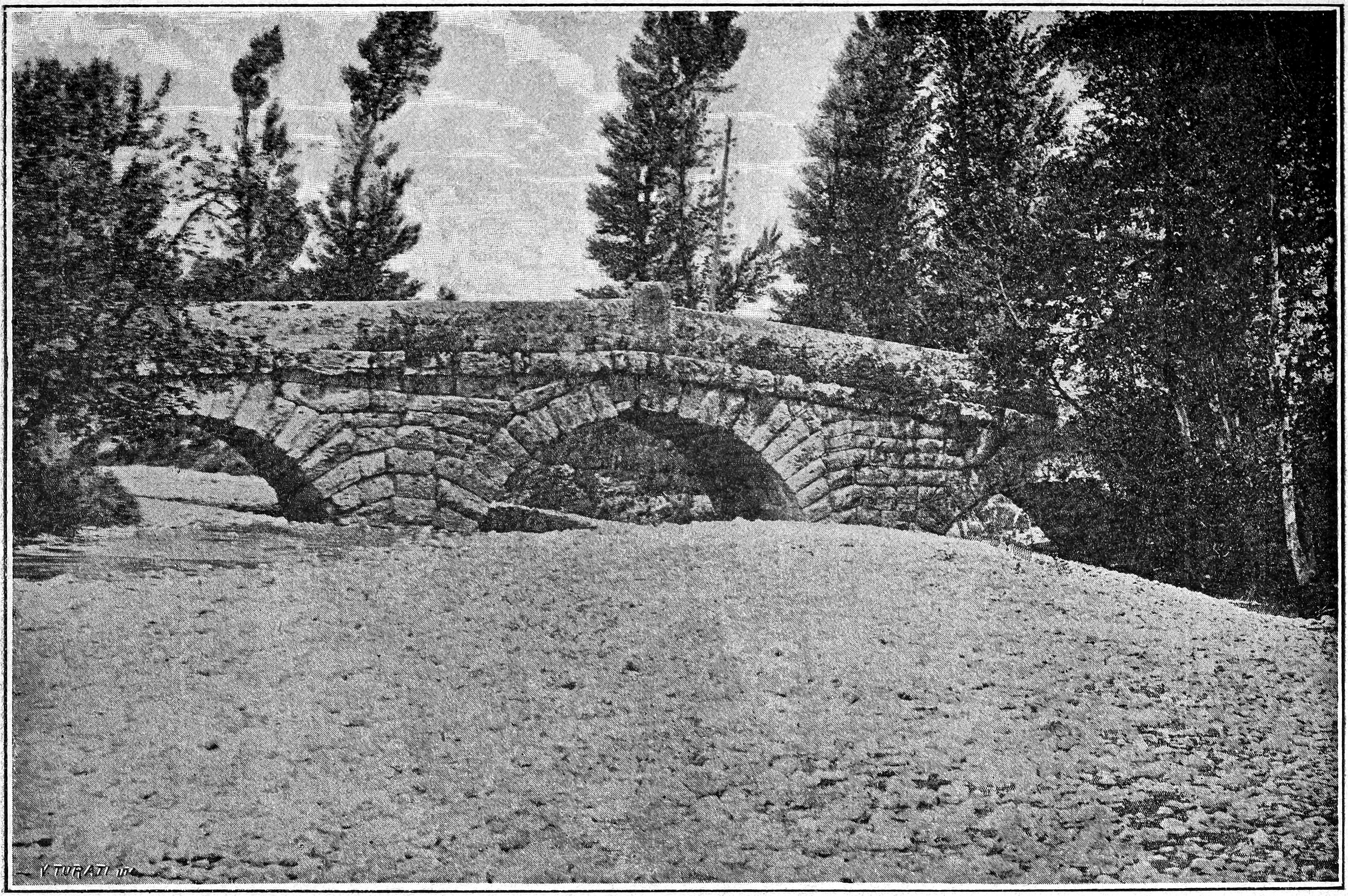
Il ponte Tufaro attraversava il torrente Serretelle nei pressi della chiesa del Rosario. Fu distrutto durante la seconda guerra mondiale

La frammentazione amministrativa del paese è frutto sin dagli anni sessanta del soprannome Berlino del sud, soprannome alimentatosi ancora di più tra i giovani negli anni novanta grazie alla presenza di discoteche e club presenti nella frazione, primo tra tutti il Kronos, disco club all'epoca simbolo del centro sud, e l'Agadia, un club sotterraneo dove i giovani passavano la domenica pomeriggio.
Nel 2006 venne aperta in località Tre Ponti, in prossimità del paese, una discarica regionale, poi chiusa nel 2008. Già nel 2005, dopo la proposta di questo progetto da parte di Corrado Catenacci, allora commissario alla crisi dei rifiuti in Campania, ci furono numerose proteste e vennero raccolte circa 1.300 firme contrarie.
Nel paese vi sono due chiese: la chiesa di Maria Santissima del Carmine nel territorio di Roccabascerana, e la chiesa di Nostra Signora di Pompei in quello di San Martino Valle Caudina.

## Infrastrutture e trasporti

### Strade
Tufara Valle è attraversata dalla SS7 via Appia; è la prima località incontrata dopo essere usciti dalla valle Caudina in direzione Benevento attraverso il valico di Sferracavallo.

### Ferrovie
La stazione di Tufara Valle si trova sulla ferrovia Benevento-Cancello (Ferrovia della Valle Caudina) raccordata da un lato alla stazione di Benevento e dall'altro a Napoli Centrale; è munita di due binari passanti utilizzati per il servizio viaggiatori, svolto dalla regione Campania tramite EAV sulla tratta Benevento - Napoli Centrale.

### Mobilità urbana
I trasporti sono gestiti da AIR Autoservizi Irpini, compagnia trasporti pubblici di Avellino, la tratta passante per Tufara Valle trasporta da Benevento a Napoli, da Benevento a Caserta, da Benevento a Montesarchio, e da Benevento a Sant'Agata de' Goti.

## Sport
- L'Unione Sportiva Tufara Valle ha vissuto il proprio periodo d'oro negli anni 1990 terminando il campionato di calcio di Prima Categoria al secondo posto e giungendo, dunque, ad un passo dalla Promozione. La squadra è tornata nella stagione 2016/17 adottando la storica maglia di colore giallo-rosso con strisce verticali. Lo stemma per via dei confini tra le due province di Benevento e Avellino è rotondo a strisce giallo-rosse con al centro appare il disegno di una strega (simbolo del Benevento Calcio) e un lupo (simbolo dell'Avellino) in volo a cavallo di un manico di scopa. Successivamente la dirigenza ha rivisitato il logo, sempre rappresentato dal lupo e dalla strega posizionati l’uno di fronte all’altro con 5 stelle che identificano i cinque comuni. La formazione ha ottenuto la promozione dal campionato di Terza Categoria 2017/18 e il successo nella Coppa Irpinia. L’anno successivo, da matricola, ha vinto il girone sannita di Seconda Categoria conquistando la promozione in Prima Categoria dopo una decade.